# Косколь (Успенський сільський округ)
Коско́ль (каз. Қоскөл) — село у складі району Магжана Жумабаєва Північноказахстанської області Казахстану. Входить до складу Успенського сільського округу.
Населення — 23 особи (2021; 78 у 2009, 122 у 1999, 188 у 1989).
Національний склад станом на 1989 рік:
- казахи — 100 %.